# Paolo Emilio Zacchia
Paolo Emilio Zacchia (Castello di Vezzano, 1554 - Roma, 31 de maio de 1605) foi um cardeal do século XVII

## Nascimento
Nasceu em Castello di Vezzano em 1554. Filho de Gaspare Zacchia e Veronica de' Nobili, do signori de Vecciano. De família genovesa. Irmão do cardeal Laudivio Zacchia (1626) e tio do cardeal Paolo Emilio Rondinini (1643), por parte de mãe. Parente distante do cardeal Giuseppe Antonio Zacchia Rondinini (1844). Além disso, tio de Gasparo Cecchinelli, bispo de Montefiascone e Corneto. Sobrinho de Marcello de' Nobili, cônego do cabido da patriarcal basílica vaticana.
Estudou na Universidade de Pisa, onde se doutorou in utroque iure , direito canônico e civil.
Foi para Roma a convite do tio, exerceu a advocacia e depois tornou-se auditor do cardeal Pierdonato Cesi. Arcediago do cabido catedrático de Serzana, 18 de janeiro de 1591. No pontificado do Papa Clemente VIII (1591-1605), prelado doméstico de Sua Santidade; auditor do Tribunal da Assinatura Apostólica da Graça; comissário da Câmara Apostólica; participante protonotário apostólico ; núncio extraordinário na Espanha para solicitar a intervenção do rei Felipe II em favor da reivindicação da Santa Sé sobre a cidade e o estado de Ferrara do ilegítimo D. Cesare d'Este; completou sua missão com sucesso.
Criado cardeal sacerdote no consistório de 3 de março de 1599; recebeu o gorro vermelho e o título de S. Marcello, em 17 de março de 1599.
Eleito bispo de Montefiascone e Corneto, 14 de maio de 1601. Consagrada em 27 de maio de 1601, na basílica patriarcal de Latrão, em Roma, pelo Papa Clemente VIII, auxiliado pelo Cardeal Camillo Borghese e pelo Cardeal Domenico Toschi. Nomeado cidadão de Viterbo pelo seu senado, 8 de maio de 1603. Prefeito da SC do Conselho Tridentino, 1604 até sua morte. Participou do Conclave de março de 1605, que elegeu o Papa Leão XI. Participou do Conclave de maio de 1605, que elegeu o Papa Paulo V; ele estava acamado em sua cela e não pôde estar presente na Capela Paulina para a eleição, mas "sed consensum praestiterunt, et selectionem hilariter approbaverunt" .
Morreu em Roma em 31 de maio de 1605. Enterrado na igreja de S. Marcello, Roma, onde nenhum vestígio de seu túmulo é encontrado hoje.